# IC 654
IC 654 ist eine linsenförmige Galaxie vom Hubble-Typ S0-a im Sternbild Becher südlich des Himmelsäquators. Sie ist schätzungsweise 361 Millionen Lichtjahre von der Milchstraße entfernt.
Das Objekt wurde am 21. April 1892 vom französischen Astronomen Stéphane Javelle entdeckt.